# Westwärts zieht der Wind
Westwärts zieht der Wind (Originaltitel: Paint Your Wagon) ist ein Film aus dem Jahr 1969. Der unter der Regie von Joshua Logan entstandene Film basiert auf dem Musical Paint Your Wagon von Frederick Loewe und Alan J. Lerner.
Die Geschichte des Bühnenmusicals wurde von Paddy Chayefsky für die Verfilmung einer grundlegenden Überarbeitung unterzogen. Von den ursprünglichen Liedern wurden viele gestrichen oder zu anderen Szenenfolgen eingesetzt. Neue Songs wurden von André Previn komponiert. Der Film wurde in der Nähe von Baker City in Oregon gedreht.

## Handlung
Ein vorüberziehender Siedlertreck befährt einen gefährlichen Bergrücken, als ein Wagen zweier Brüder den Abhang hinunterstürzt. Der alleinstehende Goldgräber Ben Rumson, zufällig Zeuge des Unglücks, kann aus dem Wagen nur einen Überlebenden retten. Der andere Insasse ist tot. Bei dessen Beerdigung an einem Flussufer glitzert Goldstaub in der Grube auf. Ben Rumson beansprucht als erster den Claim für sich, und der Tote fliegt umgehend überzeichnet aus dem Grab.
Ben Rumson nimmt den verletzten überlebenden Siedler Sylvester Newel als „Pardner“ in seine Obhut, mit dem Versprechen, alle Funde mit ihm 50:50 zu teilen, auch wenn „Pardner“ erst einmal nicht selbst schürfen kann. Als Gegenleistung soll sich „Pardner“ um ihn kümmern, wenn er einmal seinen „Moralischen“ hat.
Rund um den Fundort entwickelt sich in Windeseile eine neue Stadt, die schlicht „No Name City“ genannt und nur von Männern bewohnt wird. Als eines Tages der Mormone Jacob Woodling mit seinen beiden Ehefrauen Sarah und Elizabeth in die Stadt zieht, ruft das umgehend Empörung bei den Einwohnern hervor. Sie fordern Woodling auf, eine seiner Frauen zu verkaufen, und Woodling stellt Elizabeth zur Disposition.
In angetrunkenem Zustand bietet Ben Rumson bei der Auktion für Elizabeth den höchsten Preis und wird unter Jubelgeschrei mit ihr verheiratet. In der Hochzeitsnacht zieht sich „Pardner“ diskret zurück, obwohl Ben Rumson auch hierbei, wie ausgemacht, 50:50 teilen wollte. Wenn ein Mormone schon zwei Ehefrauen haben dürfe, könne eine Frau auch zwei Ehemänner haben.
Das Leben in „No Name City“ entwickelt sich. Unter großem Jubel sind „Tänzerinnen“, unter weniger großem Jubel aber auch Geschäftemacher in die Stadt gezogen. Und auch ein sittenstrenger Prediger, Parson, taucht auf, der die neue Sittenlosigkeit verdammt, insbesondere dass Elizabeth mit zwei Männern zusammenlebt. Trotz mahnender Worte fügt er sich allerdings weitgehend in das gesellschaftliche Leben des Ortes ein.
Langsam wird es aber immer schwieriger, Gold zu finden. Ben, „Pardner“ und einige andere finden einen leichteren Weg: Sie graben unter der Stadt zu jedem Saloon Tunnel und sacken den durch die Fußbodenbretter rieselnden Goldstaub ein. Ben und „Pardner“ sprechen allerdings kaum noch miteinander, denn „Pardner“ hat sich in Elizabeth verliebt und Ben ist eifersüchtig und beklagt den „Vertragsbruch“.
In einem Wintersturm werden Farmer eines Siedlertrecks gerettet und auf die Häuser verteilt. Die gottesfürchtige Familie, die bei den Rumsons einzieht, wirft erneut moralische Fragen auf und spaltet das Trio.
Bei einem Stadtfest bricht dann ein Stier aus und trampelt alles nieder. Er verirrt sich auch noch in die Tunnel, die die ganze Stadt durchziehen. Wie in „Sodom und Gomorrha“ fallen alle Häuser in sich zusammen – „No Name City“ ist zerstört und die Einwohner machen sich auf zu neuen Ufern. Auch Ben Rumson packt seine Sachen und lässt „Pardner“ mit Elizabeth zurück.

## Kritik
- film-dienst: Ein Western-Musical, das mit viel Aufwand an Kulissen und Statisten das Leben in dem Goldgräbernest stimmungsvoll beschreibt. Die nicht durchweg flüssige, aber durch komische Einlagen unterhaltsam aufgelockerte Verfilmung eines Erfolgsmusicals bietet Show-Unterhaltung von annehmbarer Qualität.[1]

## Filmlieder
Clint Eastwood und Lee Marvin singen selbst. Jean Sebergs Gesangsrolle wurde von Rita Gordon übernommen. In dem Stück Hand Me Down That Can o’Beans spielte die Country-Formation Nitty Gritty Dirt Band mit. Das Orchester wurde von Nelson Riddle dirigiert. André Previn schrieb einige zusätzliche Lieder. In Europa wurde das von Lee Marvin gebrummte Lied Wand’rin’ Star ein unerwarteter Erfolg.
- I’m on My Way
- I Still See Elisa („Pardner“ – Clint Eastwood)
- The First Thing You Know („Ben Rumson“ – Lee Marvin)
- Hand Me Down That Can o’Beans (Chor + Nitty Gritty Dirt Band)
- They Call the Wind Maria („Rotten Luck Willie“ – Harve Presnell)
- A Million Miles Away Behind the Door („Elizabeth“)
- There’s a Coach Comin’ In (Chor)
- Whoop-Ti-Ay! (Shivaree) (Chor)
- I Talk to the Trees („Pardner“ – Clint Eastwood)
- Gospel of No Name City („Parson“ – Alan Dexter)
- Best Things („Pardner“, „Ben Rumson“ + Chor)
- Wand’rin’ Star („Ben Rumson“ – Lee Marvin)
- Gold Fever („Pardner“ – Clint Eastwood + Chor)

## Wissenswertes
- Die Musicalverfilmung wurde zu einer Zeit veröffentlicht, als Filmmusicals „aus der Mode“ gekommen waren, insbesondere bei zahlungskräftigen jugendlichen Zuschauern. Das überzogene Budget wurde zum Tagesgespräch in der Presse.
- Clint Eastwood war verärgert über die langen Verzögerungen bei den Dreharbeiten und zog daraus seine Konsequenzen. Er gründete seine eigene Filmgesellschaft „Malpaso“, um in Zukunft mehr Kontrolle über seine Karriere zu bekommen und schließlich selbst Regisseur zu werden.

## Auszeichnungen
- 1970: Oscar-Nominierung für Nelson Riddle für die Musikadaption
- 1970: Golden-Globe-Nominierung als bester Film und für Lee Marvin als bester Schauspieler

## Medien

### Tonträger
- Tonträger mit der Filmmusik

### Bildtonträger
- DVD: Westwärts zieht der Wind, Paramount – EAN 4010884604054

Auf der DVD ist die englische Fassung in 5.1-Stereo, die deutsche, französische, italienische und spanische Fassung in Mono vorhanden. Wie im Kino ist auch die Pausenmusik auf der DVD vorhanden, außer dem Kinotrailer allerdings keine weiteren Extras.